# Masters of the Multiverse
Masters of the Multiverse je třetí studiové album rakouské powermetalové hudební skupiny Dragony. Vydáno bylo 12. října 2018 prostřednictvím společností Limb Music. Na desce se podílelo několik hostů, například Tommy Johansson, Ross Thompson, Nora Bendzko či Lukas Knoebl. Přebal alba byl vytvořen srbským výtvarníkem Dušanem Markovicem. Textově je deska inspirovaná hrdiny, které měli hudebníci jako děti rádi.

## Seznam skladeb
| Pořadí         | Název                                           | Délka |
| -------------- | ----------------------------------------------- | ----- |
| 1.             | Flame of Tar Valon                              | 5:56  |
| 2.             | If It Bleeds We Can Kill It                     | 4:32  |
| 3.             | Grey Wardens                                    | 4:31  |
| 4.             | Defenders                                       | 5:10  |
| 5.             | Fallen Star                                     | 4:56  |
| 6.             | Angels on Neon Wings                            | 5:20  |
| 7.             | Days of High Adventure                          | 4:50  |
| 8.             | Evermore                                        | 4:43  |
| 9.             | The Iron Price                                  | 4:14  |
| 10.            | Eternia Eternal (The Masters of the Multiverse) | 5:49  |
| 11.            | The Touch (Stan Bush cover)                     | 3:41  |
| Celková délka: | Celková délka:                                  | 53:42 |

## Obsazení
- Siegfried Samer – zpěv
- Andreas Poppernitsch – kytara
- Simon Saito – kytara
- Herbert Glos – basová kytara
- Manuel Hartleb – klávesy
- Frederic Brünner – bicí

Hosté
- Tommy Johansson – zpěv
- Ross Thompson – zpěv
- Nora Bendzko – zpěv
- Lukas Knoebl – orchestrace

Technická podpora
- Dušan Marković – přebal alba